# Vita di Galileo
La Vita di Galileo (in tedesco: Leben des Galilei) è un'opera teatrale di Bertolt Brecht, di cui esistono numerose versioni e revisioni. Le principali (versione danese, versione statunitense e versione berlinese) risalgono rispettivamente agli anni 1938/39, 1943-45 e 1956. L'opera si concentra sulla vita di Galileo Galilei, con particolare attenzione al processo dell'inquisizione e all'abiura dello scienziato.

## Trama
La vicenda si apre nel 1609 a Padova, dove il protagonista, Galileo Galilei, sta sottoponendo a verifica sperimentale il nuovo sistema copernicano, cercando di spiegarlo ad Andrea Sarti, il figlio di dieci anni della governante. Nei sogni di Galileo, infatti, in futuro tutti studieranno le nuove scoperte astronomiche perché, dice, "Da quando l'uomo ha cominciato a solcare il mare e incontrare nuovi continenti, ha fame di nuove scoperte". Nonostante i discorsi e le spiegazioni dell'illustre scienziato, Andrea fatica a capire come sia possibile che, sebbene lui veda il Sole spostarsi, questo sia in realtà fermo e sia invece la terra a muoversi: Brecht fa in tal modo pronunciare ad Andrea tutte le teorie rivendicate dagli oppositori di Copernico sulla supposta struttura geocentrica del cosmo. Arriva quindi la governante, risentita per le assurdità che Galileo racconta al figlio, e annuncia l'arrivo di Ludovico Marsili, un giovane nobile che vuole studiare con Galileo. Ludovico in realtà si occupa di cavalli ed è molto ignorante in fatto di scienze, ma essendo appena arrivato dai Paesi Bassi racconta ingenuamente a Galileo della nuova invenzione di cui tutti lassù parlano: il cannocchiale. 
Poco dopo, Galileo ha un incontro con Priuli, procuratore allo studio di Padova: questi gli rifiuta l'aumento di stipendio che Galileo aveva richiesto per potersi dedicare unicamente alla ricerca; lo scienziato mostra un notevole risentimento nei confronti della Repubblica di Venezia, che, in cambio della protezione dall'Inquisizione, assegna ai suoi studiosi stipendi miseri. Galileo, che nel frattempo ha riflettuto sul racconto di Ludovico, rivela quindi a Priuli di avere una nuova invenzione in ballo, che gli assicurerà i soldi che merita. L’azione si sposta quindi a Venezia, dove Galileo consegna alla Repubblica la sua nuova invenzione - che altro non è se non il cannocchiale di cui ha sentito parlare da Marsil - perché possa essere messa in commercio. Lo scienziato tuttavia ha un secondo fine, perché sa che lo strumento gli consentirà di effettuare nuove ricerche astronomiche e di far progredire la scienza. Il progetto di Galileo si avvera: infatti avvalendosi del cannocchiale, riesce a dimostrare ciò che fino a poco prima era solo un'ipotesi. 
Galileo, con l’amico Sagredo, osserva il cielo e scopre sia la conformazione della Luna, fatta di montagne e di valli e priva di luce propria, sia i satelliti di Giove, la cui esistenza prova che il pianeta non è incastonato in un sostegno composto da etere. Sagredo mette in guardia Galileo: la pubblicazione delle nuove tesi potrebbe essere pericolosa per lo scienziato, in particolar modo a seguito della condanna di Giordano Bruno. Galileo, però, è convinto che il problema di Bruno fosse l'assenza di prove a sostegno delle sue teorie. I due vengono quindi raggiunti da Priuli, sdegnato per esser venuto a sapere che le Province Unite hanno messo in commercio proprio lo stesso oggetto inventato da Galileo che, quindi, non vale più nulla. Galileo, ancora strabiliato dalle nuove scoperte, non dà peso alla questione, e decide di trasferirsi a Firenze come matematico di corte: nella città toscana è libero dal giogo delle lezioni private, anche se è pericolosamente vicino a Roma. 
L'azione si sposta quindi alla corte di Cosimo de' Medici, che, ancora ragazzino, si reca da Galileo per avere delucidazioni sulle nuove scoperte. Lo scienziato, al momento dell'arrivo del Granduca, è in Università, così questi viene accolto da Andrea che sostiene a gran voce le tesi di Galileo. I due ragazzi arrivano alle mani quando il Granduca non vuole ridare un modellino del sistema tolemaico ad Andrea. Giunge quindi Galilei, con altri dottori universitari, e inizia la propria spiegazione, ma quando arriva il momento della dimostrazione nessuno degli studiosi accetta di guardare nel cannocchiale galileiano. I professori confutano le tesi del filosofo appellandosi all'autorità di Aristotele, aggiungendo che in realtà lo strumento usato dallo scienziato è alterato. Cosimo de' Medici si congeda promettendo di esporre le nuove teorie a Padre Cristoforo Clavio, astronomo capo della Santa Sede. A Firenze intanto scoppia un’epidemia di peste e Cosimo de' Medici ordina di portare fuori città Galileo, che però rifiuta di allontanarsi da Firenze, in quanto dovrebbe abbandonare lì scritti e strumenti, indispensabili per i suoi studi. Quando anche la governante decide di restare per non lasciarlo solo, partono solamente la figlia di Galileo, Virginia, e il piccolo Andrea. Dopo poco tempo, però, la governante contrae il morbo e viene portata al Lazzaretto. Il quartiere dove abita Galileo viene isolato dalle autorità, ma nonostante questo lo scienziato è raggiunto da Andrea, che è riuscito a saltare giù da un carro che lo portava a Bologna e a tornare in città. 
L'azione si sposta poi a Roma, dove le tesi di Galileo sono in esame presso Padre Cristoforo Clavio al Gran Collegio. Al termine delle sue valutazioni l'astronomo afferma che Galileo è dalla parte della ragione, mentre gli ecclesiastici presenti sono scandalizzati dall'esito dell'incontro. Da qui in poi, la piega degli eventi comincia a non essere quella che Galileo auspicava: nel 1616 egli viene convocato con la figlia Virginia e Ludovico Marsili, che nel frattempo è diventato il promesso sposo della giovane, a colloquio con i cardinali Bellarmino e Barberini. Questi, in presenza del Cardinale Inquisitore, annunciano che la teoria copernicana è stata dichiarata eretica dal Sant'Uffizio e cercano di persuadere Virginia della falsità delle idee del padre. Si assiste quindi al colloquio tra Galileo ed un ecclesiastico suo discepolo, Frate Fulgenzio, che ritiene che la decisione del Sant’Uffizio sia stata determinata dal non voler creare sconforto in tutta quella gente, povera e ignorante, che per secoli ha creduto in un determinato ordine cosmico superiore. Fulgenzio, che ha deciso di abbandonare l’astronomia, consiglia a Galileo la via del silenzio per non dover essere costretto a ritrattare, ma lo scienziato replica che sia contrario alla sua natura di essere razionale il rinunciare alle sue convinzioni. Galileo afferma, inoltre, che a volte pensa che si lascerebbe persino rinchiudere in una buia prigione sotterranea, purché egli possa scoprire la vera natura della luce. Il suo unico problema, sostiene, è quanto a lungo potrà resistere a "parlar solo coi muri".
Passano otto lunghi anni, durante i quali Galileo non fa parola delle nuove scoperte e si dedica ad altri studi. Anche di fronte alle scuse di un vecchio discepolo che aveva criticato la teoria copernicana, Galileo si rifiuta di parlare, mostrando di volersi mantenere fedele alla scelta del silenzio. Galileo si trova quindi in compagnia dei suoi allievi e di Virginia che, aiutata dalla fedele governante, è intenta ad organizzare il suo matrimonio con Ludovico, quando i discepoli dello scienziato cercano di convincerlo ad effettuare degli esperimenti sulle macchie solari. Proprio in quel momento Ludovico porta la notizia della morte del papa, Gregorio XV, al cui posto verrà eletto come pontefice il Cardinale Barberini con il nome di Papa Urbano VIII. Barberini è un matematico e Galileo è sicuro che prenderà le sue difese concedendogli di continuare i suoi studi astronomici; lo scienziato decide quindi di riprendere l’attività di ricerca. La scena termina con lo svenimento di Virginia alla notizia che Ludovico non vuole più sposarla se suo padre dovesse persistere a portare avanti le sue tesi eretiche. 
Trascorrono altri dieci anni, durante i quali la teoria copernicana e gli studi astronomici di Galileo conoscono una rapida diffusione. Galileo decide quindi di pubblicare un testo in volgare in cui venga dimostrata l’erroneità del sistema aristotelico-tolemaico rispetto a quello copernicano: si tratta del Dialogo sopra i due massimi sistemi del mondo. Si reca quindi con Virginia al palazzo dei Medici per presentare il suo testo, ma qui viene fatto salire su una carrozza preparata apposta per condurlo a Roma, davanti al tribunale dell'Inquisizione. Nel frattempo, nella capitale, Urbano VIII e il Cardinale Inquisitore stanno discutendo animatamente. Il Cardinale Inquisitore vuole infatti che il Papa riconosca la colpevolezza di eresia, pur consentendo che vengano usate le nuove carte astronomiche, redatte in base alle teorie galileiane, che sono migliori ai fini della navigazione. Il problema, riconosce il Papa, è che queste due posizioni sono in netto contrasto tra loro. Nonostante tutto Galileo viene incarcerato e in seguito processato. 
Giungono a Roma per sostenere lo scienziato i suoi discepoli, Andrea e Virginia, che aspettano con angoscia di scoprire l'esito dell'interrogatorio. Con sorpresa scoprono che Galileo ha deciso di abiurare le sue dottrine, scongiurando così la condanna a morte. Sebbene la decisione di Galileo implichi che il loro maestro resti in vita, i discepoli sono amareggiati per come questa decisione getti discredito su tutte le ricerche fatte e, all'arrivo di Galileo, lo criticano e lo abbandonano. Passano altri anni, e la scena si sposta nuovamente in Toscana, nella campagna fiorentina, dove Galileo è costretto a vivere sotto l’occhio vigile dell’Inquisizione, ma con la concessione di continuare con i suoi studi. Con lui è rimasta Virginia, che lo accudisce e cucina per lui. Arriva Andrea, che Galileo non incontra dal giorno del processo: il figlio della governante, che è ormai un uomo, sta partendo per i Paesi Bassi per dedicarsi agli studi scientifici. Galileo gli rivela di aver redatto un nuovo testo, i Discorsi sulle nuove scienze, di cui custodisce una copia all’interno di un mappamondo. 
Andrea capisce quindi che l'abiura di Galileo non è stata un tradimento, ma il modo per continuare a svolgere i suoi esperimenti. In realtà lo scienziato gli confessa che ha preso quella decisione perché ha avuto paura della tortura. L'attenzione resta su Andrea che, giunto alla frontiera, sta leggendo il libro che il suo maestro gli ha regalato aspettando il controllo dei suoi averi. Accanto a lui dei ragazzi sostengono che una vecchia donna del luogo sia una strega. Le guardie dovrebbero controllare i libri di Andrea, ma sono troppi e svogliatamente decidono di lasciar perdere. Gli chiedono solamente cosa sia il manoscritto che sta leggendo e Andrea risponde che si tratta di Aristotele: le guardie non hanno idea di chi si tratti. Uno dei ragazzi, sempre a proposito della strega, chiede ad Andrea se sia possibile per un uomo volare. Andrea gli risponde che non si può volare su un bastone e che ci vorrebbe una macchina per poterlo fare, ma che l’uomo non ha abbastanza conoscenze per tutto questo.

## Storia
La figura di Bertolt Brecht, mentre egli era ancora in vita e durante i decenni della contrapposizione ideologica della guerra fredda, è stata forse, nell'ambito della cultura del Novecento, una di quelle che più hanno prestato il fianco a interpretazioni e studi parziali. Questo fatto, se da una parte ha comportato la nascita di una bibliografia che può essere avvicinata a quella shakespeariana, ha generato l'inconveniente di rallentare o ostacolare la ricerca, e ha sicuramente contribuito al disinteresse manifestatosi negli ultimi anni, che ha impietosamente avvolto uno dei più grandi drammaturghi del Novecento.

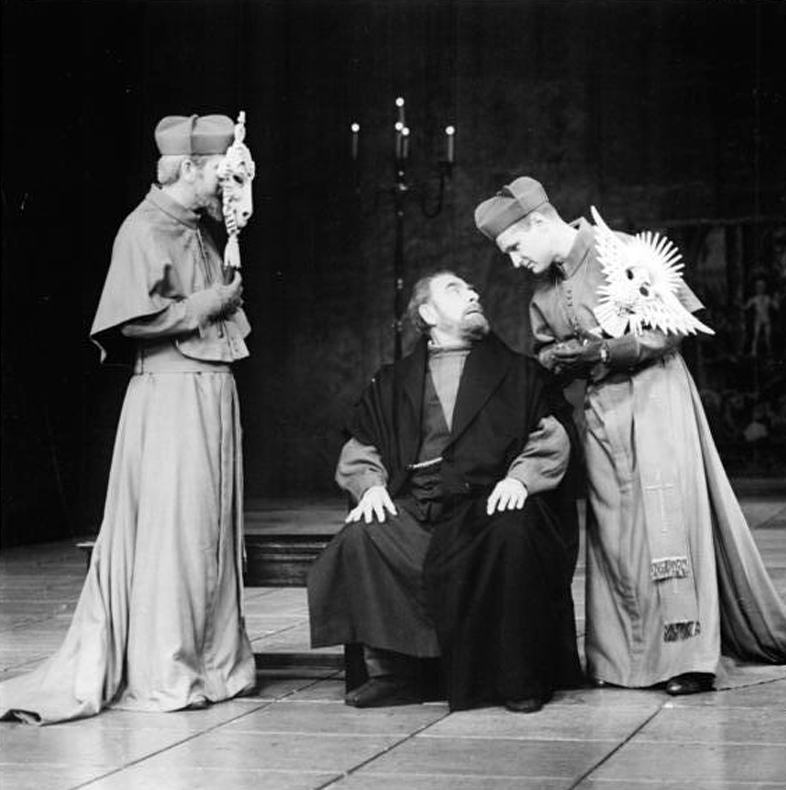
Una riedizione del 1971

A maggior ragione, questo discorso riguarda Leben des Galilei, una delle opere più importanti di Brecht, che può vantare un apparato critico invidiabile dal punto di vista quantitativo, ma ancora oggi abbastanza influenzato dalla necessità di piegare il messaggio dell'autore agli schemi ora del blocco occidentale, ora di quello orientale.
D'altro canto, anche il modo di lavorare di Brecht non facilita certo il compito degli studiosi: egli, infatti, non ha lasciato una serie di opere, scritte e stampate in versione definitiva, ma dei Versuche ("Tentativi"), come sottolinea chiaramente lo stesso titolo della raccolta sotto cui i suoi scritti sono stati pubblicati in prima edizione. Questo titolo è, probabilmente, una vera e propria dichiarazione d'intenti che ben esprime la poetica di Brecht: egli riscriveva in continuazione ogni sua opera, adattandola al tempo e alla situazione. L'amico Lion Feuchtwanger, in un'uscita speciale della rivista Sinn und Form, interamente dedicata al drammaturgo di Augusta, ricorda:
(Lion Feuchtwanger)
Lo stesso Brecht riteneva tutto ciò che aveva scritto un perpetuo provvisorio ancora nella fase di creazione. Libri che aveva fatto stampare da tempo, pezzi teatrali che aveva inscenato innumerevoli volte, non erano in alcun modo terminati e proprio quei lavori che gli stavano più a cuore li considerava dei frammenti. Come si può ben capire, questo metodo riguardava soprattutto i pezzi teatrali, che subivano spesso delle vere e proprie rivoluzioni durante le prove o a seguito di avvenimenti particolari. Egli, infatti, non era solito indicare come definitiva una stesura di un'opera, considerando ogni variante, in un certo senso, come quella definitiva. Questo, naturalmente, ha comportato non pochi problemi editoriali e, di conseguenza, critici.
Agli inizi del "secolo breve" come è stato definito da alcuni storici, i punti di riferimento ereditati dal positivismo di fine Ottocento sono ormai sentiti come vacui e, parallelamente alla relatività di Einstein, Brecht impone la sua relatività, con questo suo modo di fare letteratura, in cui ogni opera, pur sempre inserita e considerata nel Corpus dell'opera omnia, è, in sé, "relativamente definitiva".
Queste considerazioni non vanno dimenticate nel momento in cui si voglia procedere ad un'analisi, come è qui il caso, di un'opera come il Galileo. È quindi sbagliato, o comunque non giusto, in quanto riduttivo in sede di analisi, affermare categoricamente che le versioni di quest'opera drammatica siano tre. A questo proposito, perciò, si potrebbe rovesciare la posizione sostenuta da Werner Mittenzwei, uno dei massimi studiosi di Brecht, il quale afferma:
(Werner Mittenzwei)
Se da una parte è vero che il riadattamento di un'opera non conduce necessariamente alla stesura di un nuovo lavoro, è altrettanto vero che con Brecht questo è quasi sempre il caso (si pensi, fra i tanti, a Baal). A maggior ragione questo discorso è vero se si tratta di opere teatrali, in cui la morale, il messaggio di un pezzo non viene mediato solo dal testo, ma da mille altri caratteri che spaziano su diversi piani sensoriali. Per quanto riguarda il Galileo, lo stesso autore, pochi mesi dopo averlo completato, riconobbe che il lavoro non gli piacque e che avrebbe dovuto essere riscritto da capo. In data 25 febbraio 1939, sul suo diario di lavoro, scrive:
(Arbeitsjournal)
Come già si è avuto modo di sottolineare, in ogni discorso riguardante i lavori brechtiani non bisogna mai perdere di vista il loro carattere principale, che è quello di essere dei semplici "tentativi", in quanto altrimenti andrebbe persa la vera tensione poetica che è alla base dell'opera intera. Il Galileo dell'ultima versione è, ad esempio, così profondamente diverso da quello della prima, che la morale (se in Brecht di morale in senso aristotelico si può parlare) dell'ultima stesura, simmetricamente opposta a quella della prima, può finire per influenzare comunque il giudizio su questa, secondo un errore comune a tanta critica superficiale che tende a dimenticare di inserire i dati a sua disposizione in una sequenza cronologica, col risultato che l'idea di un autore viene ricostruita "col senno di poi". Per esemplificare meglio questo ragionamento è ora necessario addentrarsi nel tema specifico e ricostruire la genesi di quest'opera drammatica.

## La prima stesura dell'opera (versione danese)
Brecht scrisse nei Versuche, al riguardo del suo dramma:
(Bertolt Brecht)

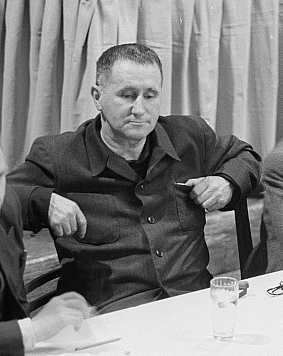
Bertolt Brecht

Questa ipotesi sarebbe senz'altro affascinante, in quanto permetterebbe di stabilire un contatto diretto tra una delle tematiche della prima e dell'ultima versione, ma non bisogna per questo lasciarsi tentare da chimere ammaliatrici. La citazione appena portata tenderebbe a instaurare una sorta di consequenzialità tra le nuove scoperte nel campo della fisica e la figura brechtiana dell'opera: Galileo sarebbe, nelle intenzioni del suo autore, fin dalla prima versione, il personaggio destinato a esemplificare paradigmaticamente il conflittuale rapporto tra scienziato e società, assumendo, già a partire dalla stesura danese, quella valenza prettamente negativa che gli sarà propria dalla versione americana in poi.
Ma Brecht porta a uno di quegli errori di retrospettiva storica a cui si è appena accennato: profilare la divisione dell'atomo di uranio come punto di partenza o causa scatenante del suo dramma implica l'ipotizzare che lo stesso Brecht ne fosse a conoscenza già prima di scrivere il Galileo. Ora così non è, come ha ottimamente dimostrato Christian Nørregaard. Ci si limiterà qui a ricordare i dati principali, rimandando al suo saggio per una trattazione completa ed esaustiva dell'argomento.
Sia Schumacher che Mittenzwei considerano come primo accenno ad un'opera teatrale inerente alla vita del grande scienziato italiano del XVII secolo, una lettera della collaboratrice e amante di Brecht, Margarete Steffin, che, il 17 novembre 1938, così scriveva a Walter Benjamin:
(Margarete Steffin)
Fino al 1986 questa è stata la versione concordata da tutti, tanto che lo stesso Zimmermann non esita a citare la versione dello Schumacher nel suo libro sul Galileo brechtiano. Secondo le ricerche di Nørregaard, però, il primo accenno al Galileo è retrodatabile al 14 novembre 1938, quando, sempre in una lettera di Margarete Steffin, questa volta indirizzata al giornalista danese Knud Rasmussen, è scritto:
(Margarete Steffin)
Se a queste due testimonianze si aggiunge quella dello stesso Brecht, che nel suo giornale di lavoro, compilato in maniera sistematica a partire dal 20 luglio di quello stesso 1938, in data 23 novembre, aveva segnato:
(Bertolt Brecht)
I dati non sono concordi, in quanto, prendendo queste citazioni alla lettera, si avrebbe rispettivamente come data di inizio il 7, il 4 e il 2 di novembre, ma le ultime due date sembrano venire smentite da un'altra lettera di Brecht allo scrittore e sceneggiatore statunitense Ferdinand Reyher. I due si incontrarono ripetutamente a Copenaghen tra il 28 ottobre e il 4 novembre di quel 1938 e tra le altre cose discussero proprio di un "progetto-Galileo". Secondo questa lettera, la stesura cominciò al ritorno del drammaturgo a Svendborg, il suo primo domicilio in terra danese. Con ogni probabilità, quindi, la prima pagina del dramma su Galileo Galilei fu scritta tra il 5 e il 7 di novembre, e comunque nella prima settimana di quel mese. 
Non sono note tutte le fonti impiegate dall'autore per documentarsi, ma oltre ai materiali specificamente inerenti a Galileo, è certo (in ragione di alcuni riferimenti interessanti inseriti tra le battute) che egli abbia compiuto degli approfondimenti sulla storia della Repubblica Veneta; in ogni caso il progetto dell'opera si presentava come un'impresa ardua, che ha sicuramente richiesto studi impegnativi.

Brecht era solito informarsi a fondo prima di cominciare a scrivere qualcosa e dai libri presenti nella sua biblioteca, si vede che i volumi inerenti a questo argomento sono diversi. Ammesso e non concesso che egli non li abbia letti tutti prima di approntare il manoscritto della prima versione, il tempo a disposizione rimane comunque piuttosto misero. Inoltre si deve considerare un fatto, e cioè che la Steffin, nella lettera a Benjamin appena citata, informa che questo progetto riguardante Galileo Brecht lo aveva già in testa da tempo (da sottolineare quanto sia carico di significato il verbo scelto dalla Steffin - spuken - quasi ad indicare una presenza trascendentale che tormenta senza sosta lo scrittore). Ora, sembra strano che Benjamin, forse uno dei pochi veri amici di Brecht (sicuramente uno dei più fidati e cari, negli anni dell'esilio danese), fosse completamente all'oscuro di questo progetto. Ma se Benjamin lascia la Danimarca domenica 16 ottobre 1938 e se s'ipotizza che i contatti tra i due si siano interrotti da quel giorno, lo "spettro" di Galileo deve fare la sua comparsa nei pensieri di Brecht più o meno a partire dalla metà di ottobre; dal giorno della partenza di Benjamin fino al 23 novembre passano esattamente trentotto giorni: è questo il lungo tempo di gestazione del dramma? Non si hanno altri dati per asserire il contrario, ma rimane un forte dubbio su cui sarà il caso di tornare in seguito.

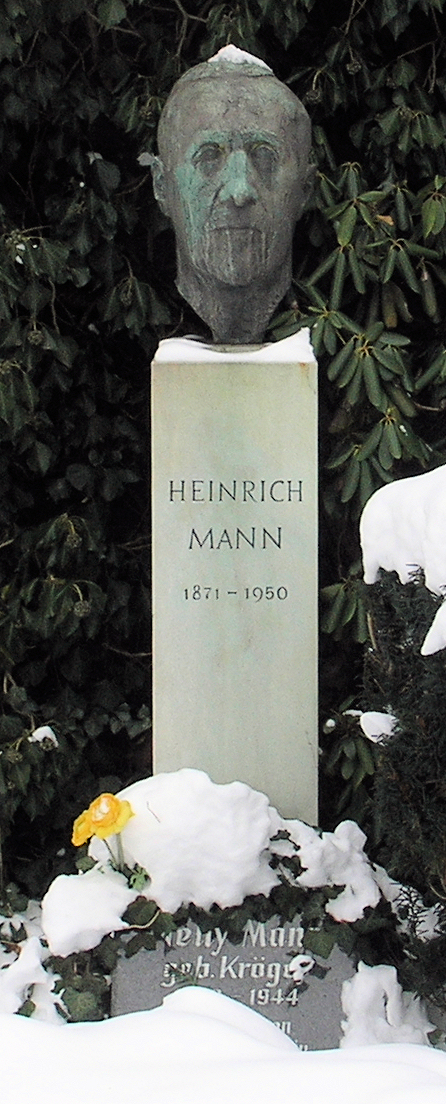
Monumento funebre a Heinrich Mann

Non ci si deve lasciar ingannare, comunque, dall'attestazione dell'autore citata poco prima, perché essa si scontra, come abbiamo dimostrato, con l'evidenza dei fatti:
- La prima stesura del Galileo (per ammissione dello stesso autore) fu terminata il 23 novembre 1938
- La scissione dell'atomo di uranio fu ottenuta da Otto Hahn e dal suo assistente Fritz Strassmann a Berlino il 19 dicembre 1938 e la notizia venne diffusa in Danimarca, dove Brecht risiedeva, solo all'inizio del 1939.

Non è dato sapere se Brecht fosse a conoscenza, già nei mesi precedenti la scoperta, degli esperimenti che in tale direzione venivano fatti, ma la cosa è almeno improbabile, tanto che possiamo qui senza troppe remore affermare che l'intestazione preposta dall'autore sui Versuche sembra essere un affascinante gioco di prestigio letterario. Tutti i dati fino ad ora prodotti non fanno altro che confermare che Brecht, nei mesi a cavallo tra il 1938 e il 1939, si cimentò con la figura di Galileo. Ma ciò non implica che l'interesse dello scrittore per lo scienziato sia nato in quel periodo.
Si sa con certezza che già nel 1933 Brecht stava lavorando, assieme ad altri scrittori di ispirazione socialista come Feuchtwanger e Heinrich Mann, ad un progetto per la trasposizione scenica dei processi dei più grandi personaggi della storia, tra i quali egli annoverava Socrate, Catilina, Gesù, Jan Hus, Martin Lutero, Maria Stuarda e, appunto, Galileo Galilei. Un primo contatto con la figura dello scienziato italiano sembra dunque da retrodatare almeno all'inizio degli anni trenta, poco prima che Brecht, minacciato dal potere nazista, lasciasse la Germania. A sostegno di questa tesi va riportato anche un altro episodio della vita dell'artista: pochi giorni dopo il 30 gennaio del 1933 (Hindenburg proclama Hitler nuovo Reichskanzler e lo incarica di formare il nuovo governo), Brecht e altri scrittori di sinistra si incontrano a casa di Bernard von Brentano (sono presenti, tra gli altri, Heinrich Mann, Johannes R. Becher e Hermann Kesten) per discutere i modi e i tempi di un'opposizione comune al "Führer". Kesten, ritornando su quell'incontro, ebbe a ricordare come Brecht si fosse subito dichiarato disponibile e come:
(Bertolt Brecht)
L'interesse per i grandi processi della storia viene qui legandosi con il tema dominante del primo Galileo, che è quello della propagazione della verità in condizioni di censura e violenza, tema ripreso anche da una breve prosa dello stesso Brecht, che va sotto il titolo di Fünf Schwierigkeiten beim Schreiben der Wahrheit (Cinque difficoltà dello scrivere la verità), scritta nel 1935, e avente come argomento le difficoltà che chi vuole combattere la menzogna e l'ignoranza, e scrivere la verità, deve superare. Come si avrà modo di vedere in seguito, la parentela tra questo breve scritto e il primo Galileo è piuttosto stretta. Non è da considerare una semplice coincidenza nemmeno il fatto che nel novembre del 1937 Brecht scriva, sulla falsariga della tematica galileiana, la Rede über die Widerstandskraft der Vernunft (Discorso sulla forza di resistenza della ragione), o che il 26 maggio dell'anno successivo esca la prima stampa della futura settima scena del dramma Furcht und Elend des Dritten Reiches (Terrore e miseria del Terzo Reich dal titolo alquanto significativo Physiker 1935.
Dimostrando che i testi sopra citati sono tematicamente assai affini al Galileo della prima stesura, e che quindi esso nasce, nelle intenzioni dell'autore, non come il rappresentante degli scienziati macchiatisi di gravissime colpe alle soglie dell'era atomica, ma come l'eroe che riesce ad eludere la censura della "Santa Inquisizione" (e cioè, estrapolando, colui che riesce a propagare la verità nel mondo dell'inganno), verrebbe nuovamente confermato il ribaltamento del giudizio espresso da Brecht stesso. Si potrebbe dunque concludere che nulla dimostra l'infondatezza dell'estrema velocità annunciata sia da Margarete Steffin che dall'autore stesso nella composizione del Galileo, che bisogna quindi supporre essere stato scritto veramente nel breve volgere di tre, quattro settimane, ma è al contempo lecito partire dall'ipotesi che Brecht, già da almeno cinque anni, avesse cominciato ad occuparsi dell'argomento, avendo quindi in mente tutt'altro che un atto di accusa verso gli scienziati che, solo dopo che il Galileo era già stato ultimato, per la prima volta riuscirono nella scissione dell'atomo di uranio, dando inizio all'era nucleare. Come si vedrà in seguito, questa cronologia spiegherà perfettamente la debolezza scenica della figura nella prima stesura dell'opera.

## Critica e messaggio dell'opera
(Galileo, scena 13)
Indubbiamente Vita di Galileo è una fra le più importanti opere per capire a pieno la cultura del XX secolo segnato da grandi guerre mondiali, totalitarismi di diverso colore politico e neocapitalismo. L'opera trova luce intorno al 1938-1939 e tratta della vita del grande scienziato pisano, dall'invenzione del cannocchiale, alla scoperta dei satelliti di Giove, fino al processo istituito dal Sant'Uffizio, al suo atto di abiura e agli ultimi anni della vecchiaia. Sicuramente dissonante da quella tramandataci dagli storici, qui la figura di Galileo Galilei assume caratteri più umani, mettendone in evidenza paure, timori e incertezze, delineando un uomo logorato dal dilemma se combattere o cedere di fronte al potere. 

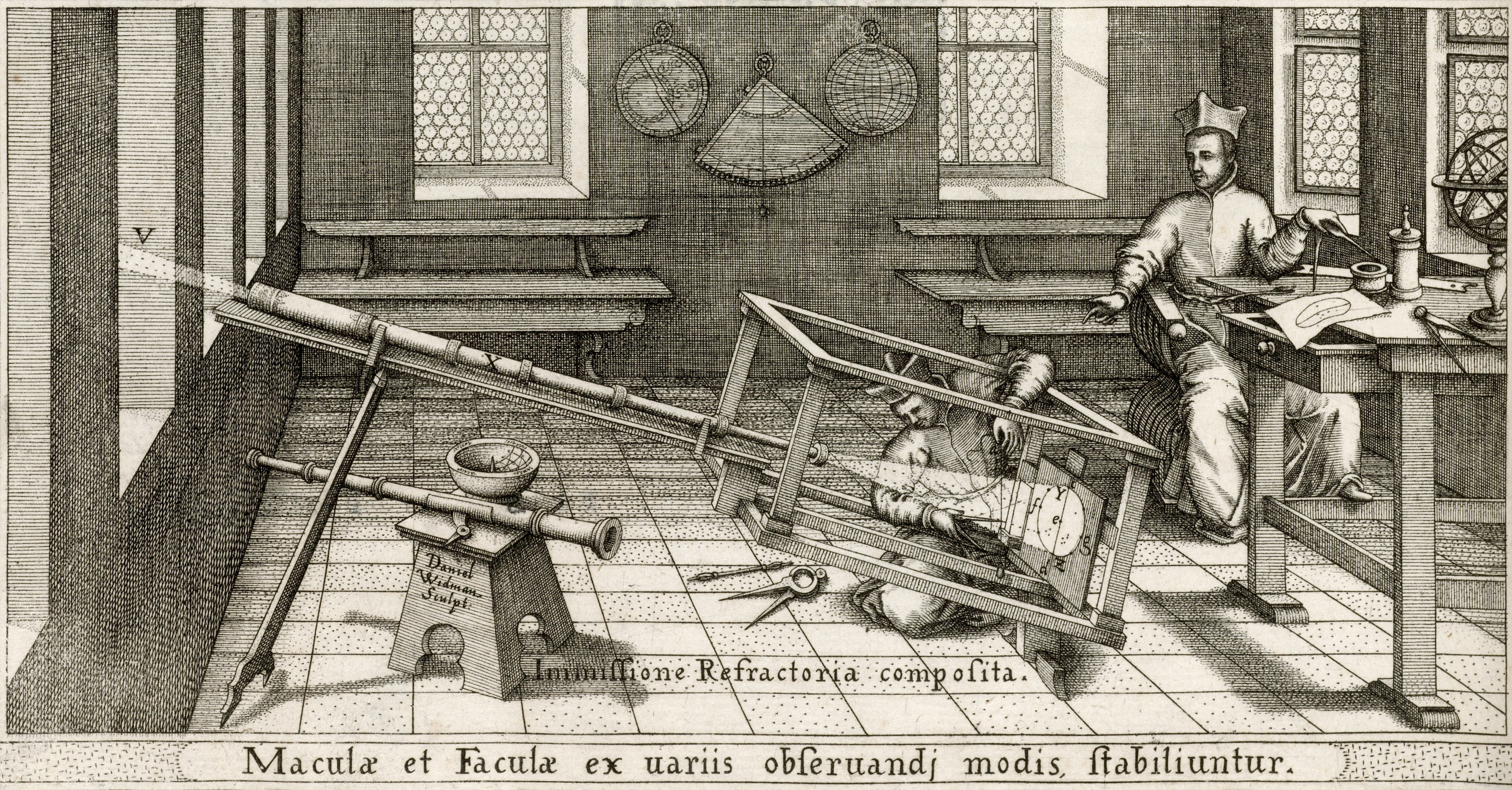
Osservazione delle macchie solari

A Galileo Galilei la tradizione attribuisce innumerevoli intuizioni, soprattutto in campo astronomico, quali le montagne della Luna, la scoperta delle macchie solari, i satelliti di Giove, gli anelli di Saturno, le fasi di Venere e l'intuizione della presenza di un ulteriore corpo celeste al di là di Saturno, ovvero Urano. Inoltre la sua figura riveste fondamentale importanza dato che fu fra i primi a contribuire allo sviluppo e alla diffusione della teoria copernicana basata sull'eliocentrismo, in opposizione all'indiscutibile geocentrismo professato sia da Platone, sia da Aristotele, giacché, rivestiti i due filosofi da grande considerazione dalla Chiesa cattolica, esso rappresentava una perfetta giustificazione della grandezza di Dio e dell'esistenza di Dio in quanto Creatore. La Terra, in quanto creazione di Dio, doveva rappresentare il centro di tutto l'universo, pianeta "prescelto" e "superiore" rispetto ad una stella o ad un altro corpo celeste.
Al di là delle faccende personali narrate nel dramma, Brecht focalizza la sua attenzione sul rapporto tra la ricerca scientifica e il potere, e, ampliando gli orizzonti, il rapporto lacerante e tutt'oggi lacerato che si interpone fra la cultura nascente e la cultura dominante. Ciò che fece la sfortuna di Galileo, all'epoca, era la sua mentalità diversa, basata su un metodo scientifico. Due linguaggi differenti: il primo, quello di Galilei, basato sull'esperienza, quale pilastro fondamentale e colonna portante del metodo scientifico, sullo studio dei singoli fenomeni naturali dai quali partire per formulare una ipotesi da verificare tramite degli esperimenti; il secondo, quello convenzionale dell'epoca, basato su dogmi della Chiesa e sul principio di autorità.
Sostanzialmente, l'ottusità dell'Inquisizione appare superiore alla cecità fisica dello scienziato pisano, e, per questo, nonostante la sua fede negli uomini e nella loro ragione, sarà sconfitto dall'auctoritas della Chiesa e della teoria aristotelico-tolemaica, condannato alla pena di morte nel 1633, pena tramutata in isolamento forzato grazie all'abiura delle sue tesi.
La sconfitta della scienza coincide con la stessa vittoria: Galileo soccombe al Santo Uffizio, ma allo stesso tempo gli è concesso di vivere quel poco che basta per portare avanti innumerevoli altri studi, nel campo della fisica e della dinamica.
È importante evidenziare che, tuttavia, Brecht afferma esplicitamente che l'abiura di Galileo "può essere considerata il «peccato originale» delle scienze naturali moderne". Le scienze naturali persero il loro carattere sociale rivoluzionario e riuscirono a sopravvivere, ma senza più tornare su posizioni "così vicine al popolo". 
Inserendo in terza lettura questo dramma, cioè nel suo contesto storico, possiamo capire quanto sia intriso di verve sarcastica e pungente l'opera del drammaturgo tedesco, edita in una prima stesura nel 1938, dato che gli importanti progressi che la scienza compie in questo periodo (scissione dell'atomo, nascita della balistica applicata), vengono utilizzati dai governi mondiali a fini bellici. Rimane fondamentalmente chiaro il messaggio che Brecht vuole far arrivare: la scienza deve risultare libera da ogni cappio ideologico e politico e deve essere strumento di progresso degli uomini e non fonte della loro distruzione.

## Adattamenti
Il regista Joseph Losey ha diretto nel 1975 il film Galileo, trasposizione cinematografica dell'opera.